# 名古屋市立南天白中学校

名古屋市立南天白中学校（なごやしりつ みなみてんぱくちゅうがっこう）は、愛知県名古屋市天白区笹原町にある名古屋市立中学校。

## 沿革
- 1980年（昭和55年） - 名古屋市立天白中学校より、分離独立[1]。
- 1981年（昭和56年） - 南天白地域スポーツセンターを同校内に設置。
- 1984年（昭和59年） - 校歌制定。格技場完成。
- 1986年（昭和61年）- モザイク壁画完成。
- 1989年（平成元年）- 開校10周年記念式典。
- 1995年（平成7年）- ランチルーム完成。
- 1999年（平成11年）- 開校20周年式典。
- 2000年（平成12年）- 東海豪雨時の避難場所として体育館に最大160名避難。
- 2009年（平成21年）- 開校30周年式典。
- 2013年（平成25年）- 教室に空調設備完備。
- 2019年（令和元年）- 開校40周年式典。

## 生徒数の変遷
『愛知県小中学校誌』（1998年（平成10年））等によると、生徒数の変遷は以下の通りである。
| 1980年度（昭和55年度） | 577人 |  |
| 1987年度（昭和62年度） | 641人 |  |
| 1997年度（平成9年度）  | 286人 |  |
| 2010年度（平成22年度） | 233人 |  |
| 2022年度（令和4年度）  | 259人 |  |

## 校訓と教育目標

### 校訓
- 「自分に厳しく 他人に暖かく」[5]。

### 教育目標
- 「豊かな心と心身ともに健全な青少年の育成をめざし、知・徳・体の統一のとれた学校教育の実践につとめる。」

## 生徒会活動・部活動

### 生徒会活動
- 生活委員会[6]
- 図書委員会[6]
- 文化委員会[6]
- 美化委員会[6]
- 保健体育委員会

### 部活動
- 野球部（男子）[7]
- サッカー部（男子）[7]
- バレーボール部（女子）[7]
- バスケットボール部（男子・女子）[7]
- 美術部[7]

## その他
- PTAが文部大臣より表彰（1996年）
- 生徒会とPTAが「小さな親切」運動実行章受賞（2002年）

## 通学区域
名古屋市立野並小学校学区。一小一中制で他の小学校からの進学はない。
- 相川一丁目（一部）[8]
- 井の森町[8]
- 笹原町[8]
- 天白町大字野並[8]
  - 字相生（一部）[8]
  - 字稲田[8]
  - 字欠ノ上[8]
  - 字上大塚[8]
  - 字上新田[8]
  - 字北沢[8]
  - 字笹原[8]
  - 字山ノ神[8]
- 中坪町[8]
- 野並一丁目・同二丁目・同三丁目・同四丁目[8]
- 福池一丁目・同二丁目[8]
- 古川町[8]

## 著名な出身者
- 横井ゆは菜（フィギュアスケート選手）